# タナカゲンゲ
タナカゲンゲ（Lycodes tanakae、田中玄華）は、スズキ目ゲンゲ亜目ゲンゲ科に分類される魚の一種。別名はババ、ババア、ババチャン、ナンダ、キツネダラなど。
tanakae は魚類学者の田中茂穂に由来するとされているが、田中自身は著書で「キツネダラ」としていた。
体色は褐色（灰褐色）。体長は約90センチメートルから1メートルに達する。日本海やオホーツク海に生息する。小さな円鱗を持っているが、埋没してしまっているのが特徴。食用魚であり、刺身や鍋物などに調理される。